# Irene Hendriks
Irene Hendriks   (Ngaliema, 13 d'abril de 1958) és una jugadora d'hoquei sobre herba neerlandesa, ja retirada, que va competir durant les dècades de 1970 i 1980.
El 1984 va prendre part en els Jocs Olímpics d'Estiu de Los Angeles, on guanyà la medalla d'or en la competició d'hoquei sobre herba. En el seu palmarès també destaquen deus medalles d'or i una de plata a la Copa del món d'hoquei sobre herba i una d'or al Campionat d'Europa. Entre 1978 i 1986 disputà 74 partits amb la selecció neerlandesa.